# Seiza
Seiza (jap. 正座 właściwa pozycja siedząca) – tradycyjny sposób siedzenia stosowany w Japonii w pomieszczeniach z tatami. 

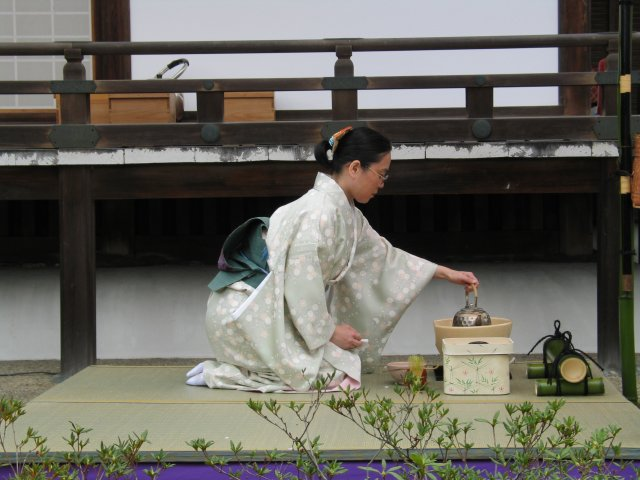
Kobieta w pozycji seiza na tatami, przygotowująca herbatę

Tułów wyprostowany, pośladki oparte na piętach. Kolana zgięte, stopy obciągnięte. Wierzch stopy i frontalna część łydki tworzą powierzchnię styczną z podłożem. 
Taki sposób siadania jest stosowany także poza Japonią, w miejscach gdzie seiza odgrywa ważną rolę w wielu dziedzinach życia po dziś dzień. Odnosi się to m.in. do medytacji zazen i japońskich sztuk walki.